# Australian Open 2016 - Quad doppio
Andrew Lapthorne e David Wagner erano i campioni in carica del torneo, ma Andrew Lapthorne ha preso parte a questa edizione con Dylan Alcott, mentre David Wagner con Lucas Sithole.
Il duo americano-sudafricano si è aggiudicato il titolo sconfiggendo in finale il duo britannico-australiano per 6-1, 6-3.

## Teste di serie
1. Lucas Sithole /  David Wagner (campioni)
2. Dylan Alcott /  Andrew Lapthorne (finale)

## Tabellone

### Legenda
| - Q = Qualificato - WC = Wild card - LL = Lucky loser | - ALT = Alternate - SE = Special Exempt - PR = Protected Ranking | - w/o = Walkover - r = Ritirato - d = Squalificato |

### Finale
|  | Finale |                               |                               |   |   |  |
|  |        |                               |                               |   |   |  |
|  | 1      | Lucas Sithole David Wagner    | Lucas Sithole David Wagner    | 6 | 6 |  |
|  | 2      | Dylan Alcott Andrew Lapthorne | Dylan Alcott Andrew Lapthorne | 1 | 3 |  |